# Ronneby Helsobrunn
Aktiebolaget Ronneby Helsobrunn är ett svenskt förvaltningsbolag som agerar moderbolag för de verksamheter som Ronneby kommun har valt att driva i aktiebolagsform. Bolaget ägs helt av kommunen.

## Bolag
Källa: 
- AB Ronnebyhus
- Aktiebolaget Ronneby Industrifastigheter
- Ronneby Miljö och Teknik AB